# A Tribute to Jack Johnson
A Tribute to Jack Johnson (auch veröffentlicht unter dem Titel Jack Johnson) ist ein Jazzalbum von Miles Davis. Seine Musik wurde 1970 als Filmmusik zu dem Dokumentarfilm von Bill Cayton über den Schwergewichtsboxer Jack Johnson aufgenommen.

## Aufnahmen
Für den Film-Soundtrack wurden Aufnahmen aus verschiedenen Studiositzungen mit unterschiedlichen Besetzungen ausgewählt und zusammen montiert.
Die zweite Aufnahmesession am 7. April 1970 begann der Legende zufolge beinahe zufällig. John McLaughlin, der auf Miles Davis wartete, begann mit Improvisationen, in die Michael Henderson und Billy Cobham einfielen. Herbie Hancock, der sich zufällig im Gebäude aufhielt, wurde vom Produzenten kurzfristig als Keyboardspieler verpflichtet. Miles Davis kam angeblich als letzter und startete sein Solo etwa nach 2:19 Minuten auf dem ersten Stück. Tatsächlich war schon neun Mal zuvor das Band gestartet worden. Nach der Erinnerung des Produzenten Teo Macero waren die ersten Stücke wenig überzeugend: „Aber als wir loslegten, machten wir es richtig.“ Auch Anweisungen, die Davis dem Gitarristen John McLaughlin gab und die mitgeschnitten wurden, belegen, dass Davis schon zuvor im Studio war.
Die zwei Stücke wurden später von Teo Macero zusammengesetzt. Right Off ist aus verschiedenen Mitschnitten und einem Solo von Miles Davis von einer Session im November 1969 montiert. Vieles vom Stück Yesternow ist um eine leicht geänderte Basslinie des James-Brown-Lieds Say It Loud – I'm Black and I'm Proud herum aufgebaut; eine wahrscheinlich beabsichtigte Anspielung, da das Black-Power-Thema des Liedes auch Gegenstand des Films war. Yesternow enthält auch ein Zitat aus Shhh/Peaceful vom Davis-Album In a Silent Way und einen zehnminütigen Abschnitt mit Teilen des Stücks Willie Nelson von einer Session am 18. Februar 1970.

## Titelliste
- Right Off – 26:53
- Yesternow – 25:34

Am Ende des Stücks Yesternow ist zu hören, wie der Schauspieler Brock Peters sagt: „I'm Jack Johnson -- heavyweight champion of the world! I'm black! They never let me forget it. I'm black all right; I'll never let them forget it.“

## Editorische Hinweise
2003 erschien eine Box mit fünf CDs, in der das gesamte Material der Aufnahmesessions zu Jack Johnson vorgelegt wurde. Paul Olson zufolge ist die Wiederveröffentlichung des Originalalbums von 2005 auf CD aufgrund der besseren Abmischung der CD von 1991 und der LP von 1971 vorzuziehen.

## Rezeption
A Tribute to Jack Johnson war kommerziell weniger erfolgreich als Bitches Brew und erreichte nur den 159. Platz in den Billboard 200, während Bitches Brew es bis auf Platz 35 brachte. Einige Fans und Kritiker sehen jedoch A Tribute to Jack Johnson als das musikalisch anspruchsvollere an. Andererseits wird das Album als rockigste Aufnahme von Miles Davis dargestellt: Billy Cobham sei der Charlie Watts der Session
In einer Rezension des Albums im Juni 1971 für The Village Voice gab der Kritiker Robert Christgau A Tribute to Jack Johnson eine A plus und bezeichnete es als seine Lieblingsaufnahme von Davis seit Milestones (1958) und Kind of Blue (1959). Christgau fand zwar, dass das Album nicht so aufregend sei wie die besten Momente von Bitches Brew, aber er war der Meinung, dass das Album die „auffälligen Ideen“ seines Vorgängers zu „einer einzigen brillanten Beleuchtung“ zusammenfasst.
Weniger begeistert von der Platte war der Kritiker und Produzent Leonard Feather, der A Tribute to Jack Johnson für die Los Angeles Times rezensierte. Er wertete das Album als „Enttäuschung nach dem makellosen Triumph“ von Bitches Brew und war besonders bestürzt darüber, dass Davis sich auf dem Album mit „dem dumpfen, klirrenden, pochenden Rammbock, der als Rhythmusgruppe durchgeht“, verbündet hatte.
Stuart Nicholson hat den Einstieg von Davis in den Titel „Right off“ als „einen der größten Momente des Jazzrock“ bezeichnet. Der dominante Sound von A Tribute to Jack Johnson stamme von McLaughlin und dessen E-Gitarre. In „Right off“ klingen seine „zackigen und zugleich schlingernden Power-Chords nicht mehr so freundlich wie noch auf In a Silent Way, sondern wie von einer Proto-Punk-Gitarre, verzerrt und von Wah-Wah-Injektionen durchlöchert.“ Im Rückblick ließe sich sogar feststellen, dass McLaughlin „selten inspirierter klang.“ Die Musik des Albums habe viele Davis-Fans „auf die Palme gebracht und mag ihnen unterkomplex erscheinen. Doch die bluesige Beseeltheit der Platte, die mitreißenden Boogie-Riffs…, die Rhythmen, die einem unmittelbar in die Knochen fahren: All das macht Miles’ A Tribute to Jack Johnson zu einer der intensivsten Aufnahmen im reichen Davis-Katalog.“
Thom Jurek hat dem Album bei Allmusic die Höchstnote fünf Sterne gegeben und urteilte: „[A Tribute to] Jack Johnson ist die reinste elektrische Jazzplatte, die je gemacht wurde, wegen des Gefühls von Spontaneität und Freiheit, das sie beim Hörer hervorruft, wegen der herausragenden und inspirierenden Soli von McLaughlin und Davis, die alle Grenzen zwischen den beiden Musikrichtungen verwischen, und wegen der unermüdlichen Perfektion der Studioarbeit von Miles und dem Produzenten Macero.“